# Слащёва, Юлиана Юрьевна
Юлиа́на Ю́рьевна Слащёва (род. 9 сентября 1974, Москва, СССР) — председатель Совета директоров киностудии «Союзмультфильм» (с 2017), председатель правления Ассоциации анимационного кино, генеральный директор киностудии имени М. Горького (с 2019). С 15 октября 2024 года входит в Совет при Президенте Российской Федерации по культуре и искусству. Медиа-менеджер, эксперт в области коммуникаций, экс-генеральный директор ведущего контентного холдинга России «СТС Медиа» (2013—2016). Ранее являлась президентом и генеральным директором крупнейшего российского агентства стратегических коммуникаций «Михайлов и Партнёры», где отвечала за планирование и реализацию крупных российских и международных проектов. В ноябре 2023 года вошла в состав российской части Женского делового альянса БРИКС.

## Образование и профессиональная деятельность
- В 1996 году окончила факультет маркетинга Московской академии гуманитарных и общественных наук по специализации экономика, маркетинг, PR[9]. В процессе обучения проходила стажировку в американской компании Quasar Communications, в 1994 году стала сотрудником коммуникационной группы «Михайлов и Партнёры».
- В 2002—2004 годах Юлиана Слащёва — руководитель отдела по корпоративным коммуникациям в ESN Group отвечала за внешние связи компании и взаимодействие с региональными госструктурами, партнёрами и СМИ. В тот же период она занимала должность заместителя Генерального директора российской энергетической компании «Колэнерго»[10].
- В 2004 году — партнёр и консультант BBDO Group, руководила созданием PR-агентства в составе группы.
- В 2005 году вернулась в «Михайлов и Партнеры» на пост президента[11]. Во время работы в этом PR-агентстве Слащёвой было проведено свыше 200 коммуникационных кампаний для российских и зарубежных клиентов.

На протяжении 8 лет отвечала за стратегическое развитие агентства, а также руководила реализацией информационных кампаний для российских и западных клиентов, программ по коммуникационному обеспечению деятельности органов государственной власти и политических объединений, управлению репутацией некоммерческих организаций, программами по связям с инвесторами и антикризисными коммуникациями.

### В «СТС Медиа»
1 августа 2013 года Юлиана Слащёва вступила в должность генерального директора «СТС Медиа». Перед ней были поставлены задачи по усилению коммуникации с инвесторами и рекламодателями «СТС Медиа», диверсификации бизнеса холдинга, и уходу от модели развития «СТС Медиа» как только телевизионной компании.
В ноябре 2013 года под руководством Юлианы Слащёвой была принята новая стратегия развития Компании, предусматривающая трансформацию «СТС Медиа» в контентный холдинг и диверсификацию источников дохода. Для её реализации компания предприняла ряд действий, касающихся развития трансмедийного и лицензионного направления, новых бизнесов холдинга и расширения присутствия контента на различных платформах. Слащёва начала целый ряд проектов, которые лежат за пределами обычной деятельности телевидения и направлены на реализацию этой стратегии:
- - «СТС Медиа» начала развивать лицензирование своей продукции для использования в нетелевизионных отраслях. В частности, был подписан договор с онлайн-сервисом Printdirect, который выпускает толстовки, футболки и кружки с картинками на использование изображений, связанных с ТВ-проектами холдинга. По заявлению самой Слащёвой, этот ход позволит наладить лучшую коммуникацию с аудиторией компании[14]. С подписанием договора с Printdirect у «СТС Медиа» появился свой магазин на сайте этой компании.
  - Был запущен интернет-магазин одежды Sweet Me. В качестве оператора магазина был выбран проект Wildberries[15], а «СТС Медиа» занялась продакт-плейсментом торговой марки в свои каналы и проекты[16].
  - В октябре 2014 телеканал Холдинга «Домашний» сменил оформление канала и провёл успешный рестайлинг, представив уникальный для российского рынка анимированный логотип канала[17].
  - В 2014 году контент «СТС Медиа» стал доступен на платформе потокового интернет-вещания Hulu[18]. По заявлению самой Слащёвой, переговоры о выходе на этот портал были активно поддержаны Роскино[19]. «СТС Медиа» предоставила для трансляции на Hulu и Hulu Plus линейку сериалов в различных жанрах[20].
  - В рамках развития новых бизнесов холдинга в январе 2014 года был запущен четвёртый канал холдинга «СТС Медиа» — телеканал CTC Love[21]. С начала 2015 года канал набрал долю 0,78 % в молодёжной аудитории 11-34. Ещё более впечатляющим выглядят результаты в женской аудитории в возрасте 11-34 лет, где доля СТС Love в 2015 году стабильно превышает 1 %[22]. Ранее, в октябре 2014 года CTC Love получил премию «Золотой луч» в номинации «Самый яркий старт»[23].
  - В декабре 2014 года количество подписчиков в официальном сообществе «Молодёжка» ВКонтакте достигло одного миллиона[24]. В январе 2015 года «CTC Медиа» запустила первую мобильную игру по мотивам «Молодёжки»[25].
  - В рамках усиления digital направления холдинга «СТС Медиа» в январе 2015 года приобрела компанию CarambaTV, специализирующуюся на производстве digital и трансмедийного контента[26].
  - В августе 2015 года «СТС Медиа» запустила первое в Европе[27] общеканальное мобильное приложение «СТС. Второй экран», предназначенное для интеграции передач канала и дополнительного контента, доставляемого на мобильные устройства[28]. Первоначально оно было использовано для второго сезона сериала «Молодёжка»[29]. Впоследствии было распространено на другие передачи холдинга.
  - В ноябре 2015 года на частоте канала «Перец» начал свое вещание новый канал о «настоящих мужчинах» «Че».
  - В 2016 году «СТС Медиа» открыла детскую игровую телестудию СТС в рамках партнёрства с московским парком «Кидзания».[30];

Как результат реализации этой программы развития, «СТС Медиа» первому из телевизионных холдингов России удалось достичь уровня безубыточности в цифровом и трансмедийном направлении.
В 2014 году были внесены поправки в Закон о СМИ, запретившие иностранным лицам владеть более чем 20 % любого СМИ с 1 января 2016 года. Ограничение распространилось и на холдинг «СТС Медиа». Это побудило владельцев и менеджмент компании думать об изменении состава её собственников..
Подготовив к сентябрю сделку по продаже бизнеса «СТС Медиа» от текущих собственников принадлежащей структурам Алишера Усманова и Ивана Таврина компании UTH, Юлиана Слащёва заявила прессе, что подобный сценарий позволит менеджменту компании сосредоточиться на бизнесе, разрешив проблемы, вызванные изменением законодательства о СМИ. Для окончательного закрытия сделки в декабре 2015 года понадобилось одобрение акционеров. Слащёва лично призвала их проголосовать за продажу «СТС Медиа». Сделка была закрыта 24 декабря 2015 года. При закрытии сделки было объявлено, что Слащёва сохранит свой пост в компании.
После закрытия сделки Юлиана Слащёва наряду с представителями ЮТВ вошла в совет директоров вновь созданной контролирующей структуры — «СТС Инвестментс», которой были переданы российские и казахские активы «СТС Медиа». Её полномочия как гендиректора в самом холдинге расширились.
26 мая 2016 года стало известно о том, что Юлиана Слащёва уходит из «СТС Медиа».
3 февраля 2017 года приказом министра культуры Российской Федерации назначена председателем правления киностудии «Союзмультфильм».
8 октября 2019 года назначена на пост генерального директора киностудии имени М. Горького.
Входила в состав Совета Директоров Роскино.
В 2024 году вошла в Совет при президенте Российской Федерации по культуре и искусству.
В 2025 году Слащева на ПМЭФ заявила, что Владимир Путин может стать героем анимационного сериала «Простоквашино».

## Фильмография
| Год  | Название                              |
| ---- | ------------------------------------- |
| 2018 | Гофманиада                            |
| 2018 | Оранжевая корова                      |
| 2018 | Простоквашино                         |
| 2020 | Зебра в клеточку                      |
| 2020 | Зоя                                   |
| 2020 | Чебурашка. Секрет праздника           |
| 2021 | Крутиксы                              |
| 2021 | Ну, погоди! Каникулы                  |
| 2021 | Суворов: Великое путешествие          |
| 2022 | Детектор                              |
| 2022 | Умка                                  |
| 2022 | Чебурашка                             |
| 2022 | Чинк: Хвостатый детектив              |
| 2023 | Вера                                  |
| 2023 | Как я встретил её маму                |
| 2023 | Лудлвилль                             |
| 2023 | Повелитель ветра                      |
| 2023 | Принцессы. Сказочный голос            |
| 2023 | Чижик-Пыжик возвращается              |
| 2024 | БеспринцЫпные чтения. История про мам |
| 2024 | Дыхание глубины                       |
| 2024 | Летучий корабль                       |
| 2024 | Сто лет тому вперёд                   |
| 2024 | Тур с Иванушками                      |
| 2024 | Формула воды                          |
| 2024 | Хирург Павлов боится крови            |
| 2024 | Чебурашка. Новый год                  |
| 2024 | Чемпионы                              |
| 2024 | Что такое Новый год?                  |
| 2025 | Простоквашино                         |
| 2025 | Чебурашка 2                           |
| 2026 | Винни-Пух и все-все-все               |
| 2026 | Шинель                                |

## Профессиональные достижения и награды
- Трижды лауреат премии «Серебряный Лучник»
- В 2007 году вошла в рейтинг самых влиятельных деловых женщин России, подготовленный журналом «Карьера»[43].
- В рамках ежегодной премии «За безупречную репутацию» газеты «Комсомольская правда» была признана «Лучшим специалистом в области PR».
- В 2007 и 2008 годах Слащёва вошла в десятку лидеров в категории «Профессиональные услуги» рейтинга «1000 самых профессиональных менеджеров России» (в категории «Профессиональные услуги»), который проводился Ассоциацией менеджеров России и издательским домом «Коммерсантъ»[44].
- Лауреат ежегодной национальной премии «Медиа-Менеджер России 2007» в номинации «Связи с общественностью»[45].
- Лауреат премии «Персона года 2008» в категории «Специальная номинация» за вклад в формирование позитивного имиджа российского бизнеса[46].
- В 2012 году возглавила список «Топ 100 специалистов по связям с общественностью — Лучшие главы PR-агентств» по версии журнала «Карьера»[47].
- В 2012, 2013 и 2015 годах Юлиана Слащёва вошла в рейтинг «Топ-50 самых влиятельных деловых женщин России» журнала «Компания»[48].
- В 2015 году — отмечена в рейтинге высших руководителей «Коммерсантъ» в категории «Медиабизнес».
- В 2015 году — отмечена в рейтинге The 20 Most Powerful Women in Global TV 2015 журнала The Hollywood Reporter.
- В 2017 году — отмечена в рейтинге высших руководителей «Коммерсантъ» в категории «Медиабизнес».
- В 2020 году отмечена в рейтинге высших руководителей «Коммерсантъ» в категории «Медиабизнес».
- В 2020 году получила гран-при премии «Медиаменеджер России-2020».
- В 2022 году вошла в ТОП-10 российских мендежеров «Коммерсантъ» в сфере «Медиабизнес»[49].
- Благодарность Мэра Москвы (26 августа 2024 года) — за вклад в развитие отечественного кинематографа, многолетнюю плодотворную работу и в связи с празднованием Дня российского кино[50]

## Личная жизнь
Замужем за Сергеем Михайловым, имеет дочь и двух сыновей.